# 森山敦
森山敦（1967年—），日本男性電影監製人、動畫製作人、唱片公司King Records上席執行董事。出身於東京都。
也是King Amusement Creative總部長兼King Records第二營業本部長。

## 人物簡介
早稻田大學社會科學部畢業。1995年之後主要提攜許多電視動畫和電視劇的製作。並與STARCHILD唱片公司的社員兼創藝製作人大月俊倫一起將STARCHILD成為國王唱片的核心業務及在唱片業的成長。
其後STARCHILD與第三娛樂本部合併改名為國王於樂創意本部（King Amusement Creative本部），並就任部長。

## 提攜作品

### 電影
- 美麗夢想者（日语：ケイゾク/映画 Beautiful Dreamer）（2000年）
- 返校日（日语：ホームカミング）（2010年）
- 亂暴與待機（日语：乱暴と待機）（2010年）
- 電人查勃卡（2011年）
- 南海大作戰（日语：ぱいかじ南海作戦）（2012年）
- 女子戰隊（2014年）

### 電視劇
- MAGISTER NEGI MAGI 魔法老師！（2007年）
- 親孝行Play（日语：親孝行プレイ）（2008年）
- 漂流網咖（日语：漂流ネットカフェ）（2009年）
- 育嬰遊戲（日语：子育てプレイ）（2009年）
- 黑豹 人中之龍新章（2010年）
- MM9 -MONSTER MAGNITUDE-（日语：MM9）（2010年）
- 奮鬥！超級代書!!!（日语：奮闘!びったれ）（2015年）

### 動畫
- 少女革命（1997年）
- 萬能文化貓娘（1998年）
- 秋葉原電腦組（1999年）
- 愛上壞壞的死神（2000年）
- 魔法遊戲（日语：魔法遊戯）（2001年）
- 妹妹公主（2001年）
- 學園戰記無量（日语：学園戦記ムリョウ）（2001年）
- 朝霧的巫女（2002年）
- 奇鋼仙女樓蘭（日语：奇鋼仙女ロウラン）（2002年）
- 彩夢芭蕾（2002年）
- 陸上防衛隊（2002年）
- 純情房東俏房客Again（2002年）
- 笑園漫畫大王（2002年）
- 戰爭程序員白瀨（2003年）
- 瓶詰妖精（日语：瓶詰妖精）（2003年）
- 魁!! 天兵高校（2003年）
- 巨乳學園（2003年）
- BECK（2004年）
- 嬉皮笑園（2005年）
- 我們的仙境（2005年）
- 藍蘭島漂流記（2007年）
- 絶望先生（2007年）
- 缘之空（2010年）
- 電波女與青春男（2011年）
- Dororon炎魔君 熊～熊燃燒（2011年）
- C³ -魔幻三次方-（2011年）
- 三人舞妓（2013年）
- CROSSANGE 天使與龍的輪舞（2014年）
- 銀河騎士傳（2014年）
- 夜晚的小雙俠（2015年）
- 青春×機關槍（2015年）

### 音樂
- 林原惠
  - feel well（日语：feel well）（2002年）
  - center color（2004年）
  - A Happy Life（2007年）
  - Plain（日语：Plain）（2007年）

- 堀江由衣
  - （2000年）
  - （2001年）
  - （2003年）
  - sky（日语：sky (堀江由衣のアルバム)）（2003年）
  - SCRAMBLE（2004年）
  - 樂園（日语：楽園 (堀江由衣のアルバム)）（2004年）
  - （2005年）
  - 光（日语：ヒカリ (堀江由衣の曲)）（2006年）
  - （2007年）
  - Days（日语：Days (堀江由衣の曲)）（2007年）
  - （2008年）
  - Darling（日语：Darling (堀江由衣のアルバム)）（2008年）
  - silky heart（日语：silky heart）（2009年）
  - HONEY JET!!（日语：HONEY JET!!）（2009年）
  - PRESENTER（日语：PRESENTER）（2013年）

- 野中藍
  - Supplemen（日语：サプリメント (アルバム)）（2009年）

- 岡崎律子
  - 純情房東俏房客 OKAZAKI COLLECTION（日语：ラブひな OKAZAKI COLLECTION）（2001年）
  - life is lovely.（日语：life is lovely.）（2003年）
  - for RITZ（日语：for RITZ）（2004年）
- eufonius
  - 美好的世界（2006年）

- 宇都宮隆
  - TRIGORY (宇都宮隆)（日语：TRILOGY）（2012年）

- 虎與龍！
  - 虎與龍！角色歌曲專輯（日语：とらドラ! キャラクターソングアルバム）（2009年）
  - Orange（日语：オレンジ (とらドラ!のキャラクターソング)）（2009年）
  - （2009年）

- 絶望先生
  - 絶望大殺界（日语：絶望大殺界）（2008年）
  - 暗闇心中相思相愛（日语：暗闇心中相思相愛）（2009年）
  - 絕望餐廳（日语：絶望レストラン）（2009年）
  - （2009年）

## 來源
1. ↑  .   [2016-07-29]. （原始内容存档于2016-03-04） （日语）.
2. ↑  .   [2016-07-29]. （原始内容存档于2016-04-16） （日语）.

## 相關人物
- 大月俊倫